# Gecarcinus lateralis
Gecarcinus lateralis är en kräftdjursart som först beskrevs av Freminville 1835.  Gecarcinus lateralis ingår i släktet Gecarcinus och familjen Gecarcinidae. Inga underarter finns listade i Catalogue of Life.

## Bildgalleri

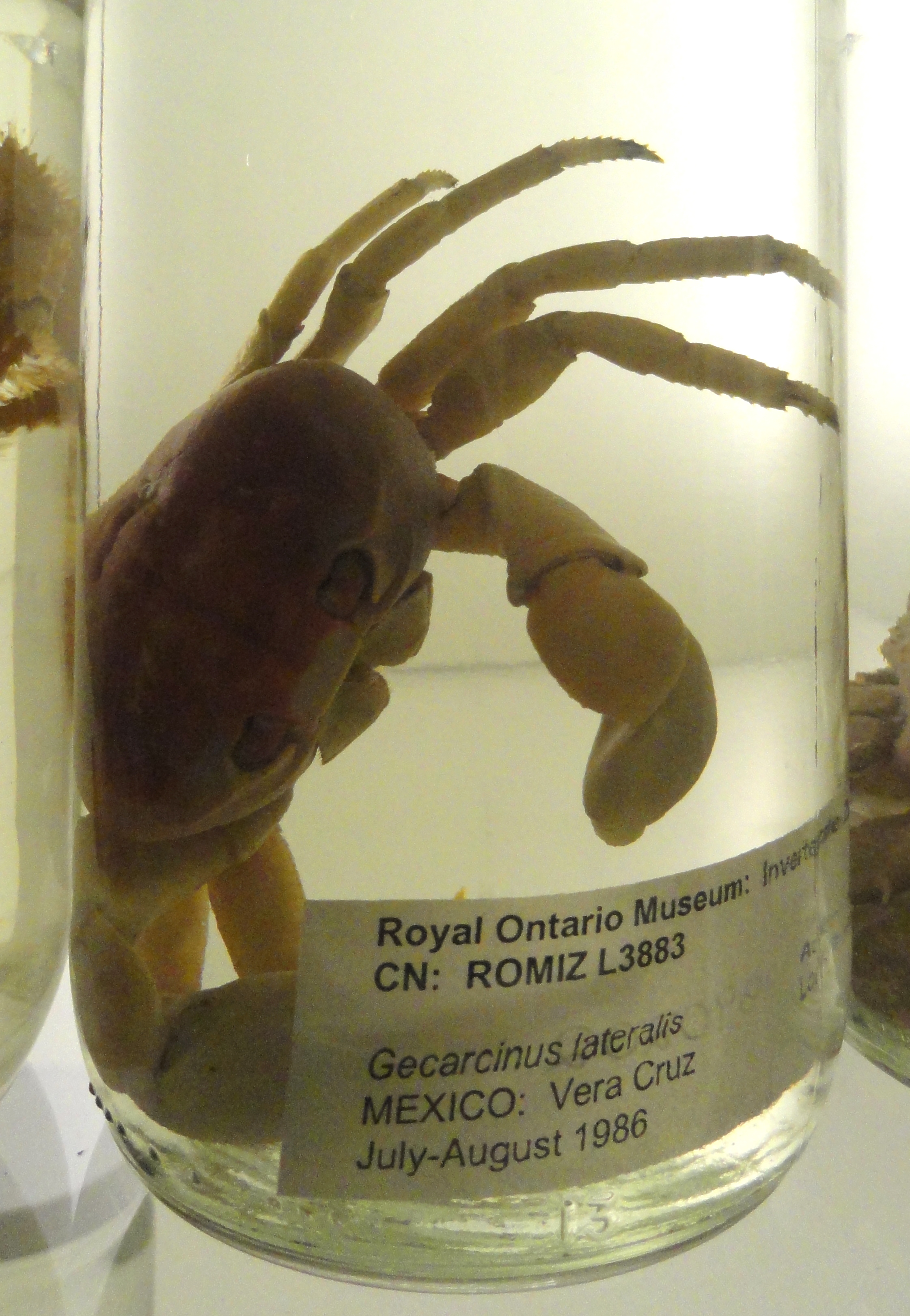
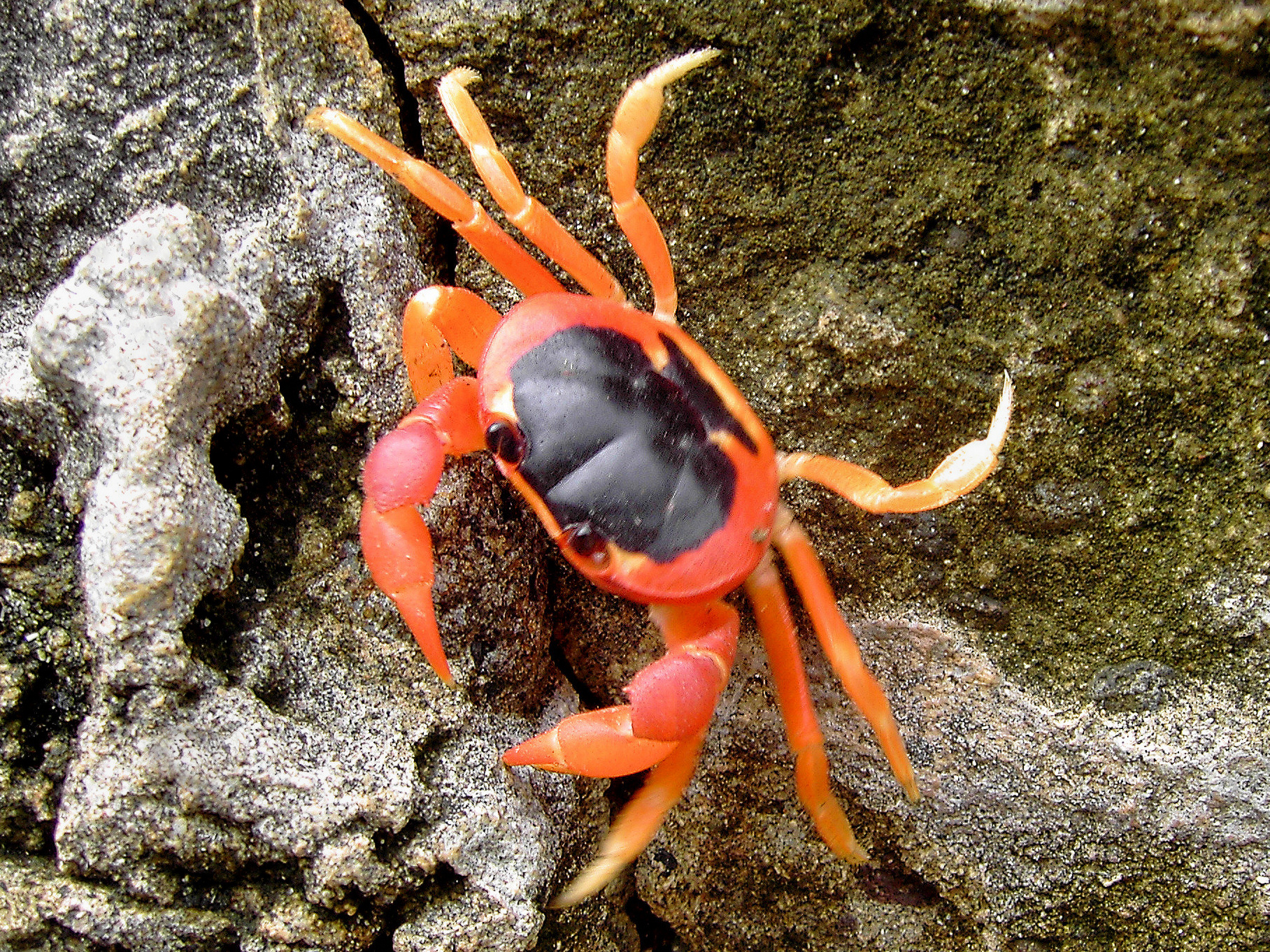
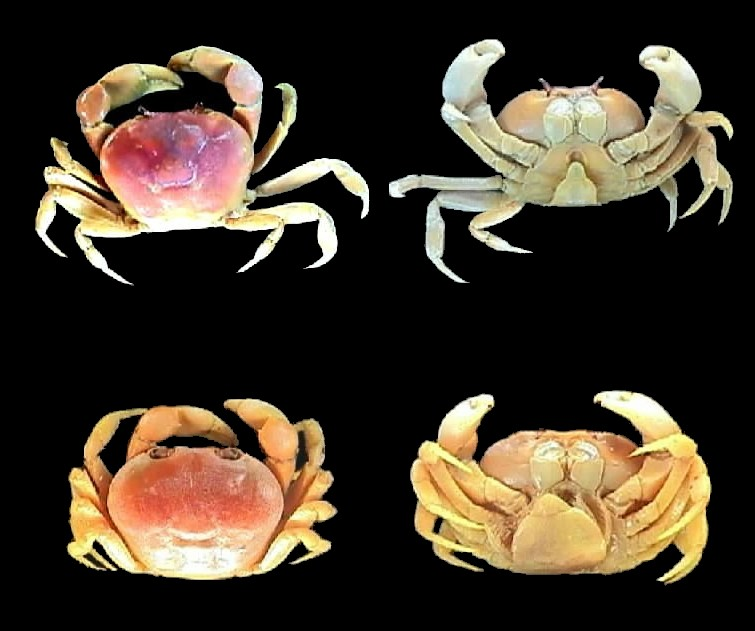
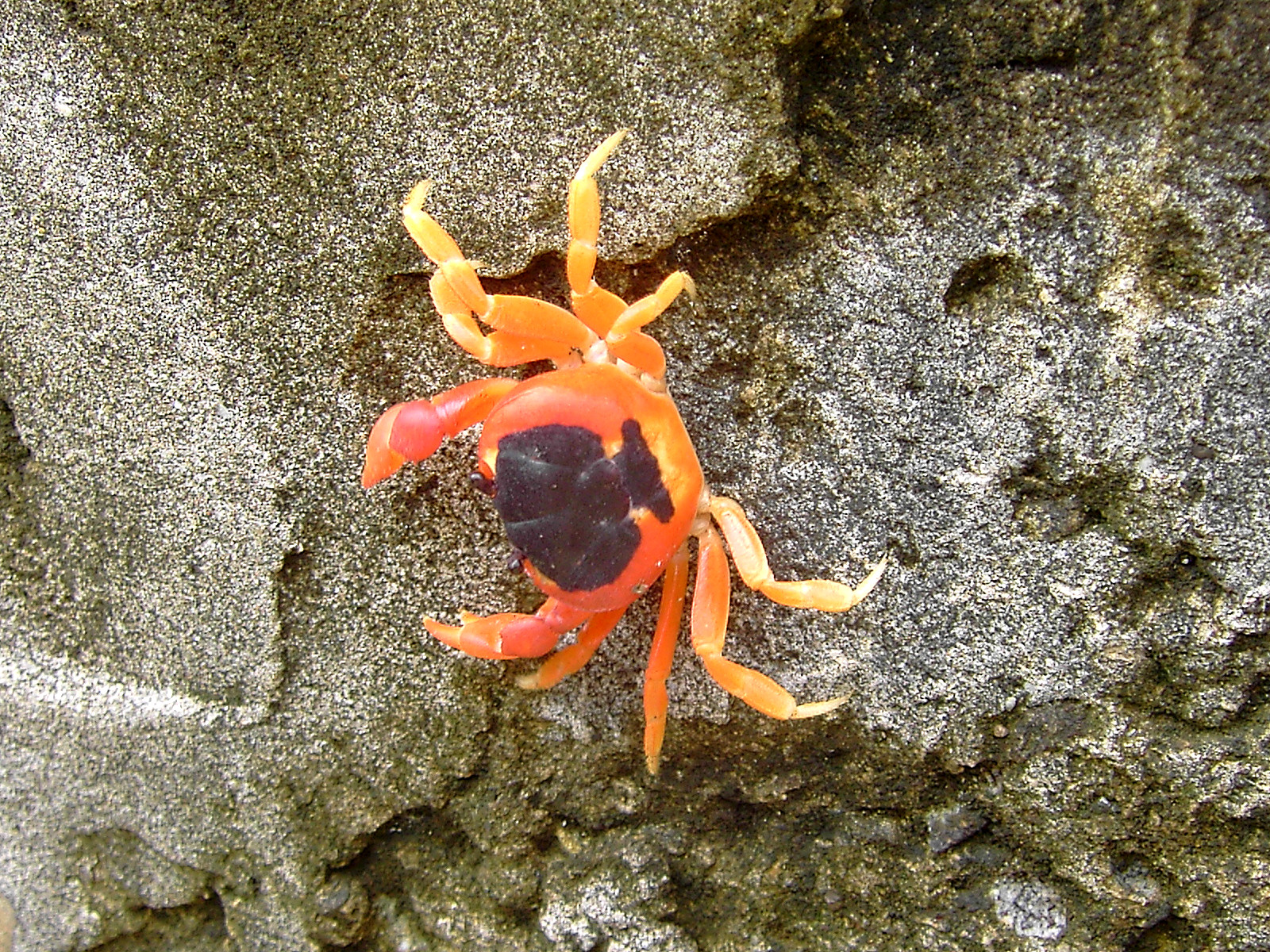